# Rapsodie voor trompet en orkest
Rapsodie voor trompet en orkest is een compositie van de Amerikaan Don Gillis.
Het miniconcerto is geschreven voor de trompettist Doc Severinsen, die jarenlang te gast bij het NBC Orchestra waar Don Gillis plaatsvervangend dirigent was. Severinsen gaf ook de première in Dallas met het Dal-Hi Orchestra onder leiding van Russel E. Benzamin. De rapsodie bestaande uit vier deeltjes die continu achter elkaar gespeeld worden, klinkt serieuzer dan zijn Rapsodie voor harp en orkest. Toch ontbreken de vrolijke melodieën niet, zelfs een Klezmerachtige solo maakt deel uit van de compositie.
De rapsodie is slopend voor het embouchure van de blazer; hij heeft een partij die continu in beeld is en varieert van ritmisch tot lyrisch. De verrassing zit op het eind als een hoge toon (al dan niet) gespeeld wordt.

## Bron en discografie
- Uitgave Albany Records: Sinfonia Varsovia o.l.v. Ian Hobson met solist Krzysztof Bernarczyk